# 2K1 (ミサイル)
2K1 マルス（NATOコードネーム：FROG-2、GRAUインデックス：2K1）は、射程7-18kmのソビエト連邦の固体燃料戦術ミサイルシステムである。
主任設計者はN.P.マズール。
- ランチャーの重量：15トン PT-76戦車がベース
- ロケットエンジン：3R1
- ミサイルの直径：1.75 m
- 誘導：ランチャーによる
- ランチャーの最高速度：35 km/h

## 歴史

### 背景
長さ3m、直径0.7-1.5m、重さ4-5tの最初期の核兵器はとても大きくて重く、アメリカ合衆国のボーイングB-29、コンベアのB-36、ソ連のツポレフTu-4などの戦略爆撃機でなければ搭載できなかった。しかし、1950年代には、軍事作戦の場面で敵陣地前方への核攻撃にこれらの航空機を使用することは現実的ではなかった。
1950 年代半ばになると、核兵器の発展により、威力と技術的特性が向上する一方で、直径と質量が小さくなったため、様々な輸送手段への搭載が可能となった。特に戦術攻撃機は航空母艦に適したものとなったが、その使用は時間帯や気象条件、敵の防空力の強さなどに依存した。また、戦術攻撃機の反応時間は非常に大きい。このような状況では、核弾頭の輸送手段を陸軍部隊が持つことが望まれるようになった。1950 年代には、これらの手段には、従来の砲兵、無反動ライフル、無誘導戦術ミサイルが含まれていた。アメリカで、そしてやや遅れてソ連でもこれら3つの選択肢に関する作業が行われた。
利用可能な核兵器技術では、十分にコンパクトな爆弾を作れなかったため、アメリカのT131砲、ソビエトのSM-54（2A3）ライフル砲、SM-58 420mm砲（2B1）滑腔迫撃砲などの大砲の解決法は、2A3が 55トン、T131が 75.5トンと、重くて不格好になってしまった。これらは橋の上を牽引もできず、農村や都市部を移動もできず、発射準備に多くの時間を要した。
アメリカとソ連では、これらの重すぎる砲弾の代替兵器は、核兵器のキャリアとしての無誘導戦術ロケット弾だった。主な利点は以下の通り。
- 1950-60年代の慣性誘導システムは、射程約30kmでは500-1000m（CEP）程度の精度しか得られず、無誘導ロケットの精度と同等であった。
- 無線誘導は干渉を受けやすいため好ましくなかった。また、地上や空中に誘導物を設置する必要があった。
- 海洋および航空目標用のアクティブホーミングシステムは、地上目標用に設計されたシステムはおろか、1950年代初頭にはまだ開発されていなかった。